# Anaplan
Anaplan (англ. — читается «анапла́н») — облачная платформа для финансового и операционного планирования и моделирования бизнес процессов. На рынке бизнес-планирования, на котором долгое время доминировала «большая четверка»: IBM, Oracle, SAP и Microsoft, компания появилась относительно недавно. Главный технический директор компании Майкл Гулд разработал Анаплан как альтернативу существующим традиционным системам: Oracle Hyperion Planning, IBM Cognos TM1, SAP BPC. В основе технологии Anaplan лежит единый облачный вычислительный центр, в котором бизнес-пользователи могут создавать, разворачивать, использовать и совместно управлять бизнес моделями без дополнительных ИТ знаний.
Anaplan — компания со штаб-квартирой в Сан-Франциско и офисами в Великобритании, Франции, Швеции, Бенилюксе, Сингапуре и России.

## История компании
Компанию Anaplan в 2006 году основали Гай Хеддлтон (Guy Haddleton) и Майкл Гулд (Michael Gould). Гулд посчитал, что существующие на тот момент технологии и разобщенные традиционные решения сделали динамическое взаимодействие между подразделениями одной организации очень проблематичным, заставляя пользователей работать со статическими моделями, не успевающими за ежедневными переменами. И начал работу над новым решением. На разработку платформы, которая использует вычислительные возможности, такие как единый репозиторий бизнес логики, 64-битную обработку в памяти (in-memory) решения, и результативность инновационных баз данных, ушло два года. После четырёх лет проработки платформы, Anaplan был официально представлен общественности в октябре 2010 года.
К концу 2011 года, Anaplan получил на рынке колоссальную поддержку и был назван создателем «нового рынка» в сфере управления эффективностью. В 2012 Anaplan пригласил в свою команду Фредерика Лале (Frederic Laluyaux) на пост генерального директора. Под его руководством, компания привлекла новое финансирование, удвоила свою численность, открыла новые офисы по всему миру, и пополнила перечень клиентов несколькими известными компаниями.
В 2012, клиентская база Anaplan выросла на 500 %, а доходы на 800 %. Среди клиентов компании HP, McAfee, Pandora, Diageo, Kimberly-Clark EE, Aviva, Финансовая группа Лайф.
В марте 2013 Anaplan завершил очередной раунд привлечения венчурных инвестиций на сумму в $33 миллиона от таких компаний как Meritech Capital, Shasta Ventures, Granite Ventures, Salesforce.com, и ряда частных инвесторов. А уже 13 мая 2014 г. на своей ежегодной пользовательской конференции «Hub» в Сан-Франциско, Anaplan анонсировал привлечение дополнительных $100 миллионов инвестиций, в результате чего совокупный объём инвестиций в развитие компании составил $150 миллионов.
11 октября 2018 года Anaplan произвел IPO на NYSE.
Anaplan появился в России в 2013 году в компании Kimberly-Clark.

## Технология
Используя облачные технологии, in-memory архитектуру данных и вычислительную систему, все данные которой находятся в оперативной памяти (технология HyperBlock™), Анаплан создал гибкую платформу, которая конечным пользователям предоставляется в виде Software-as-a-Service — программного обеспечения, работающего как услуга.
Технология HyperBlock™ — это архитектура, совмещающая характеристики реляционных, вертикальных, и OLAP баз данных с вычислениями и хранением данных оперативной памяти. В электронных таблицах планирования, каждой ячейке присваивается уникальная формула, результат которой зависит от данных других ячеек. Вместо этого, технология HyperBlock™ автоматически фиксирует обновления на любом уровне, исправляя лишь связанные ячейки. Не зависимо от объёма данных, количества пользователей и стоящих задач, пользователи могут моментально обновлять или менять модели любого размера. Уникальная технология «Living Blueprint» — мозговой центр платформы, единый репозиторий бизнес-логики, расчетов, настроек и прочих параметров модели, который позволяет на лету вносить корректировки, тем самым позволяя моделям расти и адаптироваться с постоянно меняющейся бизнес среде.
Решения Anaplan — это программное обеспечение, работающее как услуга и построенное на основе облачных вычислений. Эта особенность позволяет пользователям самостоятельно развивать модели без участия консультантов и связанных с ними затрат, а также не требует ресурсов на ИТ-инфраструктуру и специалистов. Она также обеспечивает «развертывание с нуля» — пользователи могут получить доступ к платформе практически на любом устройстве и в любом месте.

## Пользовательские конференции
Ежегодная пользовательская конференции «Hub» проходит в формате турне по разным городам мира: Сан-Франциско, Москва, Лондон, Париж, Стокгольм. «Hub» — это платформа для общения и обмена опытом, а также для презентации новых версий продуктов и решений, развитие стратегии и планов на ближайшее будущее.
Первая конференция состоялась в Мае 2013 года в Сан-Франциско. Среди спикеров — компании Diageo, Pandora, McAfee, HealthTrust, Serena Software, Wind River, 2degrees, и AirAsia Expedia. В октябре 2013 аналогичное мероприятие состоялось в Лондоне, где выступили представители компаний Aviva, Hewlett-Packard, и Kimberly-Clark Восточная Европа.

## Награды
- 15 Companies to Watch — FSN, 2011[24]
- Gartner Cool Vendor in Finance and Procurement — Gartner, 2012[25]
- Operational Innovation Award for Sales Excellence — Ventana Research, 2012[26]
- OnDemand Top 100 in Business Management Application Software — AlwaysOn, 2013[27]
- CIO HONOUR AWARDS, 2014[28]